# Lun8
Lun8 (em coreano: 루네이트; RR: Runeiteu; MR: Runeit'ŭ; estilizado como LUN8) é um grupo masculino sul-coreano formado por Fantagio em 2023. O grupo é composto por oito membros: Chael, Jinsu, Takuma, Junwoo, Dohyun, Ian, Ji Eun-ho e Eunseop. Eles estrearam em 15 de junho de 2023, com o EP Continue?.

## Nome
Lun8 significa “oito meninos abraçando o luar que ilumina a noite escura”.

## História

### Pré-debut
Ian era conhecido como participante do programa de sobrevivência I-Land da Mnet em 2020, porém foi eliminado na primeira parte.
Os membros eram conhecidos como trainees do Fantagio i-Teen, um programa de desenvolvimento de talentos para novatos da Fantagio.

### 2023: Introdução e debut com Continue?
Em 22 de março de 2023, Fantagio anunciou por meio de um comunicado à imprensa que estrearia um novo grupo masculino no primeiro semestre daquele ano, seu primeiro grupo masculino desde ASTRO em 2016 e seu primeiro grupo ídolo geral desde Weki Meki em 2017. Em 1º de abril, Fantagio divulgou o movimento do logotipo do grupo e o nome do grupo como Lun8, além de abrir suas contas nas redes sociais. Os oito membros do grupo foram revelados individualmente a partir de 4 de abril (em ordem: Ian, Junwoo, Takuma, Jinsu, Eunseop, Chael , Ji Eun-ho e Dohyun).
Lun8 assinou com a agência japonesa HIAN em 13 de junho de 2023, antes de sua estreia oficial.
Em 15 de junho de 2023, Lun8 lançou seu EP de estreia Continue? ao lado de seus singles principais "Voyager" e "Wild Heart". O showcase de estreia foi realizado no mesmo dia.
Em 17 de novembro, os membros Takuma, Junwoo, Dohyun, Ji Eun-ho e Eunseop se uniram como a primeira sub-unit do grupo, Lun8wave. A sub-unit lançou o single "Playground" em 22 de novembro.

### 2024 – presente: Buff
Fantagio anunciou que Lun8 lançará seu segundo EP, Buff, em 13 de março.

## Membros
- Chael (카엘)
- Jinsu (진수) – líder[16]
- Takuma (타쿠마)
- Junwoo (준우)
- Dohyun (도현)
- Ian (이안)
- Ji Eun-ho (지은호)
- Eunseop (은섭)

## Discografia

### Extended plays
| Título    | Detalhes                                                                                         | Posições nos charts | Posições nos charts | Vendas                     |
| Título    | Detalhes                                                                                         | KOR                 | JPN                 | Vendas                     |
| --------- | ------------------------------------------------------------------------------------------------ | ------------------- | ------------------- | -------------------------- |
| Continue? | - Lançado: 15 de junho de 2023 - Gravadora: Fantagio - Formatos: CD, digital download, streaming | 5                   | 17                  | - KOR: 80,239 - JPN: 5,248 |
| Buff      | - Lançado: 13 de março de 2024 - Gravadora: Fantagio - Formatos: CD, digital download, streaming | 4                   | —                   | - KOR: 80,622              |

### Singles
| Título                                                             | Ano  | Posições nos charts | Álbum     |
| Título                                                             | Ano  | KOR Down.           | Álbum     |
| ------------------------------------------------------------------ | ---- | ------------------- | --------- |
| "Wild Heart"                                                       | 2023 | 110                 | Continue? |
| "Voyager"                                                          | 2023 | 116                 | Continue? |
| "Pastel"                                                           | 2024 | —                   | Buff      |
| "Super Power"                                                      | 2024 | —                   | Buff      |
| "—" denota lançamentos que não chegaram às paradas naquela região. |      |                     |           |

## Videografia

### Vídeos musicais
| Título        | Ano  | Diretor                          | Ref.   |
| ------------- | ---- | -------------------------------- | ------ |
| "Wild Heart"  | 2023 | 725 (SL8)                        | [ 20 ] |
| "Voyager"     | 2023 | Yeom Woo-jin (Secret Video Club) | [ 21 ] |
| "Super Power" | 2024 | Sunny Lee (Visual Track)         | [ 22 ] |

## Prêmios e indicações
| Cerimônia de premiação | Ano  | Categoria           | Nomeado/trabalho | Result   | Ref.   |
| ---------------------- | ---- | ------------------- | ---------------- | -------- | ------ |
| Asia Artist Awards     | 2023 | Focus Award – Music | Lun8             | Venceu   | [ 23 ] |
| Golden Disc Awards     | 2023 | Rookie of the Year  | Lun8             | Indicado | [ 24 ] |